# Academia Joven de España
La Academia Joven de España (AJdE) es una organización española, configurada como una corporación científica de derecho público que tiene como objetivo principal la visibilización y representación de los científicos jóvenes. Desde el año 2024 es academia asociada al Instituto de España.

## Historia
La Academia Joven de España se crea por el Gobierno de España en 2019 en respuesta a la corriente iniciada en 2010 en Alemania, que creó la Global Young Academy (GYA), una asociación internacional que tiene como objetivo que los jóvenes científicos del planeta tengan un lugar donde su voz sea escuchada. En 2012, se creó su homóloga europea.
Ya en 2014, en España, la Real Academia de Ciencias Exactas, Físicas y Naturales (RACEFN), organizó un acto junto con los miembros españoles de la GYA que se tituló “La Primavera de las Academias Jóvenes” y que derivó en la creación de una comisión formada por los académicos españoles de la GYA que en febrero de 2015 presentaron ante el Ministerio de Educación, Cultura y Deporte una solicitud formal para crear la Academia Joven de España (AJdE).
Tras varios años, en 2019 el Consejo de Ministros aprobó la creación de la Academia, aprobando sus estatutos que entraron en vigor el 27 de marzo de 2019. El 29 de mayo de ese año, tomaron posesión los siete académicos fundadores:
- Javier García Martínez, primer presidente.
- Juan Antonio Gabaldón Estevan, vicepresidente.
- Javier Martínez Moguerza, secretario.
- Maite Martínez Aldaya, vocal.
- Jesús Martínez de la Fuente, vocal.
- Ignacio Palomo Ruiz, vocal.
- Pedro Martínez Santos, vocal.

## Fines
La Academia tiene como fines:
1. Dar voz y representar a los científicos jóvenes.
2. Promover la ciencia y la cultura como opción profesional entre la juventud.
3. Promover la capacitación científica.
4. Fomentar el desarrollo de nuevos enfoques con el fin de resolver problemas de importancia nacional e internacional.
5. Aportar su visión a la vez que recibir sugerencias de las Reales Academias del Instituto de España, con el objetivo de fomentar la colaboración intergeneracional.
6. Otros objetivos que preocupan a los científicos jóvenes que la Academia Joven decida promover.

## Organización
La Academia Joven de España se organiza a través de:
- La Junta General, como máximo órgano de decisión de la Academia Joven de España y formada por la totalidad de los académicos de número.
- La Junta de Gobierno, como órgano ejecutivo de la Academia. Se compone de un presidente, un vicepresidente, un secretario y cuatro vocales.

## Relación de Académicos y Académicas de Número
A julio de 2025, estos son los académicos:
- Jorge Alegre-Cebollada
- Pablo Alonso González
- José Jaime Baldoví Jachán
- Arnau Busquets Garcia
- Edgard Camarós
- Lino Camprubí Bueno
- María Casanova Acebes
- Andrés Castellanos Gómez
- María Cuartero Botía
- Iria da Cunha Fanego
- Elena del Corro García
- Estrella Díaz Sánchez
- María Escudero Escribano
- Irene Esteban Cornejo
- Rosa María Fernández García
- Marcos Fernández Martínez
- Cintia Folgueira Cobos
- Borja Franco Llopis
- César de la Fuente Núñez
- Alberto García-Basteiro
- Francisco Pelayo García de Arquer
- Daniel García González
- Marc Güell
- Jaime Ibáñez Pereda
- Manuel Irimia
- Jaime de Juan Sanz
- Laura Laguna Cruañes
- Irene Lebrusán Murillo
- Rodrigo Ledesma Amaro
- Ana Llorens Martín
- María Llorens Martín
- Óscar Lucía Gil
- Patricia Martínez Garzón
- Marta Martínez Sanz
- Juan Antonio Mayoral Díaz-Asensio
- Guiomar Niso Galán
- Ana Ortega Molina
- Beatriz Pelaz García
- Diana Roig Sanz
- Marta Sánchez de la Torre
- Manuel Souto Salom
- Carlos Tornero Dacasa
- Emma Torró Pastor
- Ana Valdivia García
- Irene Valenzuela Agüí
- Katherine Villa Gómez
- Ricardo Vinuesa Motilva

## Relación de Académicos y Académicas Correspondientes
- Cristina Blanco Sío-López
- Verónica Bolón Canedo
- Jesús Campos Manzano
- Rubén Darío Costa Riquelme
- Ana María Díez Pascual
- Toni Gabaldón Esteban
- Javier García Martínez
- Fernando López Gallego
- Maite Martínez Aldaya
- Jesús Martínez de la Fuente
- Javier Martínez Moguerza
- Pedro Martínez Santos
- María Martínez Valladares
- María Moros Caballero
- Idoia Murga Castro
- Ignacio Palomo Ruiz
- Jonatan Ruiz Ruiz
- Samuel Sánchez Ordóñez
- Antonio Verdejo García
- Víctor Vilarrasa Riaño